# Tituly a vyznamenání Al-Valída bin Talála
Al-Valíd bin Talál, saúdskoarabský princ, během svého života obdržel řadu národních i zahraničních vyznamenání a titulů. Do roku 2022 se jednalo o 90 řádů a medailí, 27 čestných doktorátů, 23 čestných občanství a 222 dalších ocenění.

## Vyznamenání

### Saúdskoarabská vyznamenání
- Řád krále Abd al-Azíze I. třídy[2]

### Zahraniční vyznamenání
- Bahrajn
  -  Řád Bahrajnu I. třídy – 2012 – udělil král Hamad ibn Isa Al Chalífa[2]
- Bangladéš[2]
  - Plaketa prezidenta Bangladéše – 2012
  - Řád přátelství – 2012
- Belgie
  -  velkodůstojník Řádu Leopolda – 2014 – předala mu jej princezna Astrid během své oficiální návštěvy v Saúdské Arábii[1]
- Benin
  -  velkodůstojník Národního řádu Beninu – 2005 – udělil prezident Mathieu Kérékou[1]
- Brunej
  -  Královský rodinný řád Bruneje I. třídy – 2001 – za rozvoj bilaterálních vztahů mezi Brunejí a Saúdskou Arábií[2]
- Bosna a Hercegovina
  - Medaile prezidenta Bosny a Hercegoviny – 2003[2]
- Bulharsko
  -  Řád Madarského jezdce – 2009 – udělil prezident Georgi Parvanov[2]
- Burkina Faso
  -  komtur Národního řádu Burkiny Faso – 2003 – udělil prezident Blaise Compaoré za rozvoj bilaterálních vztahů[2]
- Burundi
  -  Národního řádu republiky – 2011 – udělil prezident Pierre Nkurunziza[1]
- Čad
  -  velkodůstojník Národního řádu Čadu – 2004 – udělil prezident Idriss Déby[1]
- Džibutsko[2]
  -  komtur Řádu velké hvězdy Džibutska – 2004 – udělil prezident Ismaïl Omar Guelleh[1]
  - Medaile prezidenta Džibutska – 2004 – udělil prezident Ismaïl Omar Guelleh[1]
  - Medaile 20. výročí nezávislosti republiky Džibutsko – 2004 – udělil prezident Ismaïl Omar Guelleh[1]
- Eritrea
  - Odznak státního znaku – 2008 – udělil prezident Isaias Afwerki[1]
- Filipíny
  -  velkodůstojník Řád zlatého srdce – 2007 – udělila prezidentka Gloria Macapagal-Arroyová[1]
- Francie[2]
  -  komandér Řádu čestné legie – 2006 – udělil prezident Jacques Chirac[1]
  -  komandér Řádu umění a literatury – 2016 – udělil v Paříži prezident François Hollande[1]
  - Medaile většího patrona umění – 2007 – udělila ministryně kultury Christine Albanel[1]
  - Medaile prezidenta Francie – 2009 – udělil prezident Nicolas Sarkozy
- Gabon
  -  velkokříž Národního řádu za zásluhy – 2004 – udělil prezident Omar Bongo[1]
- Gambie
  -  velkodůstojník Řádu republiky – 2005 – udělil prezident Yahya Jammeh[1]
- Ghana
  -  společník Řádu Volty – 2006 – udělil prezident John Agyekum Kufuor[1]
  -  společník Řádu Volty – 2015 – udělil prezident John Dramani Mahama za jeho mimořádné úspěchy v akademické oblasti a v obchodu, stejně jako za jeho filantropii, za závazek lidstvu a za jeho zájem o ekonomicko-sociální rozvoj v Ghaně[1][3]
- Guinea
  -  komtur Národního řádu za zásluhy – 2003 – udělil prezident Lansana Conté za rozvoj bilaterálních vztahů[2]

- Guinea-Bissau[2]
  -  Medaile Amílcara Cabrala – 2010
  -  Národní medaile za zásluhy o spolupráci a rozvoj – 2006 – udělil prezident Guinea-Bissau João Bernardo Vieira[1]
  -  Medaile Colinas de Boe – 2010
- Itálie
  - Medaile prezidenta Italské republiky – 1997[2]
- Jižní Korea
  -  Řád za zásluhy v diplomatických službách II. třídy – 1999 – udělil prezident Kim Te-džung za princovy investice v Jižní Koreji[2]
- Jordánsko
  -  velkostuha Řádu jordánské hvězdy – 1997[2]
- Keňa
  -  Řád zlatého srdce Keni – 2005 – udělil prezident Mwai Kibaki[1]
- Komory
  -  komtur Řádu hvězdy Anjouanu – 2004 – udělil prezident Azali Assoumani[1]
- Laos
  - Medaile cti – 2010[2]
- Libanon[2]
  -  komtur Národní řád cedru – 1998 – udělil prezident Elias Hraoui za ekonomický a sociální přínos zemi[1]
  -  velkodůstojník Národní řád cedru – 2002 – udělil prezident Émile Lahoud za přínos pro Libanon a jeho podporu a za podporu libanonské ekonomiky[1]
  - Prezidentská plaketa – 2010 – udělil prezident Michel Sulajmán[1]
- Libérie
  -  velkokříž Řádu africké hvězdy – 2005 – udělil prezident Gyude Bryant[1]
- Madagaskar
  -  velkokříž I. třídy Národního řádu Madagaskaru – 2009 – udělil prezident Andry Rajoelina[2]
- Maledivy
  -  Řád Izzadin – 2009[2]
- Mali
  -  komtur Národního řádu Mali – 2005 – udělil prezident Amadou Toumani Touré[1]
- Malta
  -  společník Národního řádu za zásluhy – 2014 – udělila prezidenta Marie Louise Coleiro Preca[1]
- Maroko
  -  velkokříž Řádu Ouissam Alaouite – 2011 – udělil král Muhammad VI.[1]
- Mauritánie
  -  velkodůstojník Národního řádu za zásluhy – 2011 – udělil prezident Mauritánie Mohamed Ould Abdel Aziz během státní návštěvy Al-Valída bin Talála v Mauritánii[1]
- Monako
  -  velkodůstojník Řádu Grimaldiů – 29. října 2015[4]
- Mongolsko
  - Medaile Čingischána – 2008 – udělil prezident Nambaryn Enchbajar[1]
- Myanmar (Barma)
  - Medaile cti – 2010[2]
- Niger
  -  velkokříž Řádu za zásluhy – 2006 – udělil prezident Mamadou Tandja[1]
- Nizozemsko
  -  důstojník Řádu dynastie Oranžsko-Nasavské – 2003 – udělila královna Beatrix Nizozemská za vynikající roli v rozvoji nizozemsko-saúdských ekonomických vztahů[2]
- Pákistán
  -  Řád Pákistánu – 2006 – udělil prezident Parvíz Mušaraf[1]
- Palestina
  -  Řád betlémské hvězdy 2000 – 2000 – udělil Jásir Arafat za neustálou podporu palestinských cílů[2]
- Pobřeží slonoviny
  -  velkokříž Národního řádu Pobřeží slonoviny – 2006 – udělil prezident Laurent Gbagbo[1]
- Rovníková Guinea
  -  velkokříž Řádu nezávislosti – 2003 – udělil Teodoro Obiang Nguema Mbasogo za snahy v rozvoji bilaterálních vztahů[2]
- Senegal
  -  velkodůstojník Národního řádu lva – 2003 – udělil prezident Abdoulaye Wade za rozvoj bilaterálních vztahů mezi Saúdskou Arábií a Senegalem[2]
- Seychely
  - Prezidentská plaketa – 2009 – udělil prezident James Alix Michel za významný přínos k socio-ekonomickému rozvoji seychelského lidu[2]
- Somálsko
  - Odznak státního znaku – 2011 – udělil prezident Šarif Ahmed za jeho návštěvu a přínos pro zemi[1]
- Středoafrická republika
  -  velkokříž Řádu za zásluhy – 2009 – udělil prezident François Bozizé[2]
- Súdán
  -  Řád republiky I. třídy – 2011 – udělil prezident Umar al-Bašír[1]
- Sýrie
  -  Řád Umajjovců I. třídy – 2006 – udělil prezident Bašár al-Asad[1]
- Tchaj-wan
  -  Řád zářící hvězdy I. třídy – 2007 –  udělil prezident Čchen Šuej-pien[1]
- Togo
  -  velkodůstojník Řádu Mono – 2003 – udělil prezident Gnassingbé Eyadéma za rozvoj bilaterálních vztahů[2]
- Tunisko[2]
  -  velkostuha Řádu republiky – 2002 – udělil prezident Zín Abidín bin Alí za rozvoj bilaterálních vztahů mezi Saúdskou Arábií a Tuniskem[1]
  -  Řád 7. listopadu – 2003 – udělil prezident Zín Abidín bin Alí za humanitární počiny v Tunisku i na celém světě[1]
- Uganda
  -  velkokomtur Řádu perly Afriky – 2006 – udělil prezident Yoweri Museveni[1]
- Vietnam
  -  Řád přátelství – 2010

## Čestná občanství
- Kinshasa  – 2004[1]
- Banjul – 2004 – čestné občanství kapverdského města udělil starosta[1]
- Praia – 2005 – čestné občanství kapverdského města udělil starosta[1]
- Abidžan – 2005[1]
- Guinea-Bissau – 2005 – čestné občanství Guiney-Bissau udělil ministr zahraničních věcí Soares Sambu[1]
- Dar es Salaam – 2006 – čestné občanství tanzanského města udělil starosta Adam Kimbisa[1]
- Monrovia – 2006 – čestné občanství liberijského města udělila starostka Ophelia Hoff Saytumah[1]
- Bamako – 2006 – čestné občanství malijského města udělil starosta Moussa Badoulaye Traore[1]
- Ouagadougou – 2006 – čestné občanství burkinafaského města udělila starostka Simon Compaore[1]
- Lusaka – 2006 – čestné občanství zambijského města udělil starosta Mike Elton Mposha[1]
- Saná – 2009 – klíč od města[1]
- Akkra – 2011 – čestné občanství ghanského města udělil starosta města[1]
- Gruzie – 2015 – čestné občanství s certifikátem a čestným pasem předal premirér Irakli Garibašvili[1]

## Akademické tituly
- Doctor of Humane Letters University of New Haven, 1992[1]
- čestný doktorát v oboru mezinárodního obchodu na Jordánské univerzitě, 2014[1]
- čestný doktorát ze sociálních věd na Univerzitě Corvinus v Budapešti, 2014[1]
- čestný doktorát Islámské univerzity Ugandy[1]

## Další ocenění
- titul čestného děkana, udělil starosta Niagara Falls jako uznání za jeho návštěvu města a Niagarských vodopádů v roce 2013[1]

## Eponyma
- v roce 2013 byla po princi pojmenována hlavní ulice v Akkře, jako uznání za jeho závazek k investiční a humanitární podpoře obyvatel Ghany, ulici slavnost otevřel společně se starostou Akkry[1]